# Ivan Dudić
Ivan Dudić (ser. Иван Дудић, ur. 13 lutego 1977 w Zemunie) – serbski piłkarz grający na pozycji prawego obrońcy.

## Kariera klubowa
Karierę piłkarską Dudić rozpoczął w stołecznym Belgradzie. Wychował się w klubie FK Crvena zvezda i w sezonie 1995/96 zadebiutował w jego barwach w pierwszej lidze jugosłowiańskiej. Rozegrał tylko jedno spotkanie i miał niewielki udział w wywalczeniu wicemistrzostwa kraju, a w kolejnym sezonie nie wystąpił w żadnym z meczów swojego klubu. Latem 1997 został na pół sezonu wypożyczony do innego klubu z Belgradu, FK Železnik. Tam rozegrał siedem spotkań (Železnik wywalczył awans do ekstraklasy), a zimą kolejne sześć w barwach Crvenej zvezdy, z którą znów został wicemistrzem Jugosławii. W latach 1998–2000 był podstawowym zawodnikiem „Czerwonej Gwiazdy”. W 1999 roku zdobył Puchar Jugosławii, a w 2000 roku wywalczył swój jedyny tytuł mistrza kraju. Do tego sukcesu dołożył także drugie zdobycie krajowego pucharu z rzędu.
Latem 2000 roku Dudić odszedł do portugalskiej Benfiki. W klubie z Lizbony rozegrał 20 spotkań, jednak zespół ten zajął dopiero 6. pozycję w lidze. W następnym sezonie Serb stracił miejsce w składzie i nie wystąpił w żadnym meczu. Latem 2002 wrócił do Serbii i wypożyczono go do FK Rad, grającego wówczas w drugiej lidze. Zawodnikiem Radu był do końca 2004 roku. W 2005 trafił do Belgii. Z zespołem RAEC Mons spadł z pierwszej do drugiej ligi. Grał w niej jeszcze przez sezon i wywalczył mistrzostwo.
W 2006 roku Dudić został zawodnikiem serbskiego FK Bežanija z Nowego Belgradu. Rozegrał tam siedem spotkań, a w 2007 zaczął grać na Węgrzech. Przez pół roku był piłkarzem Zalaegerszegi TE, a od 2008 roku jest zawodnikiem stołecznego Újpestu.

## Kariera reprezentacyjna
W reprezentacji Jugosławii Dudić zadebiutował 25 maja 2000 roku w wygranym 2:0 towarzyskim spotkaniu z Chinami. W tym samym roku został powołany przez selekcjonera Vujadina Boškova do kadry na Euro 2000. Na tym turnieju wystąpił jedynie zremisowanym 3:3 meczu ze Słowenią. Ostatni mecz w drużynie narodowej rozegrał w 2001 roku przeciwko Rosji (0:1), a łącznie wystąpił w niej 7 razy.